# Anopheles marajoara
Anopheles marajoara is een muggensoort uit de familie van de steekmuggen (Culicidae). De wetenschappelijke naam van de soort is voor het eerst geldig gepubliceerd in 1942 door Galvão & Damasceno.